# 我が祖国 (パレスチナの歌)
我が祖国（わがそこく、アラビア語: موطني, Mawṭinī, マウティニー）は有名なパレスチナ人の詩人イブラーヒーム・トゥーカーンによって書かれた、有名な愛国詩である。
パレスチナにおいて国歌に準ずるものとして愛唱されてきたほか、新国歌が正式採択されていないイラクにおいて国歌として用いられている。

## 概要
シリアとアルジェリアでも、パレスチナを支持するため国歌（に準じるもの）として扱われている。
1934年頃にパレスチナにおいてイブラーヒーム・トゥーカーン (إبراهيم طوقان, 文語アラビア語発音：Ibrāhīm Ṭūqān, イブラーヒーム・トゥーカーン、口語発音：イブラーヒーム・トーカーン、英字表記：Ibrahim Tuqan、Ibrahim Touqan) の手で書かれ、同年にメロディーがムハンマド・フライフィル(محمد فليفل, 文語アラビア語発音：ムハンマド・フライフィル, 文語発音依拠英字表記：Muhammad Fulayfil、口語発音：モハンメド・フライフェル、モハンメド・フレイフェル等、口語発音依拠英字表記：Muhammid Flayfil、Mohammed Flayfel、Muhammad Fuliefil等）によって作曲された。
この歌はアラブ世界で広く流布するに至り、多くの歌手らによって歌われるなどしている。
パレスチナでは非公式ながら国歌に準ずる歌として扱われてきた。なおパレスチナ自治政府では1996年から『フィダーイー（فِدَائِيّ, Fidāʾī, フィダーイー, パレスチナ解放闘士・戦士の意）』がパレスチナの国歌として採用されている。

## イラク国歌として
またイラクではサッダーム・フセインのバアス党政権時代に国歌として採用されていた『ユーフラテスとチグリスの地』（1981年-2003年）に代わり、2004年以降は本曲が国歌となった。イラクでは国歌・国旗変更が試みられ代替となる新国歌案が出されるなどしたものの、正式に交代することなく、『我が祖国（マウティニー）』が現在でも国歌として用いられている。
なお1958年から1965年まで、2003年から2004年までイラク共和国の国歌でとして用いられた歌詞無しの楽曲『わが祖国』（アラビア語:موطني, マウティニー）は同名の題ながら、パレスチナの準国歌であり現在のイラク国歌である本楽曲とは全く別の物である。

## 歌詞

### アラビア語原文

#### 1番
مَوْطِنِي مَوْطِنِي
اَلْجَلَالُ وَالْجَمَالُ وَالسَّنَاءُ وَالبَهَاءُ
فِي رُبَاكْ فِي رُبَاكْ
وَالْحَيَاةُ وَالنَّجَاةُ وَالْهَنَاءُ وَالرَّجَاءُ
فِي هَوَاكْ فِي هَوَاكْ
هَلْ أَرَاكْ هَلْ أَرَاكْ
سَالِماً مُنَعَّماً وَغَانِماُ مُكَرَّماُ
سَالِماُ مُنَعَّماً وَغَانِماُ مُكَرَّماً
هَلْ أَرَاكْ فِي عُلَاكْ
تَبْلُغُ السِّمَاكْ تَبْلُغُ السِّمَاكْ
مَوْطِنِي مَوْطِنِي

#### 2番
مَوْطِنِي مَوْطِنِي
اَلشَّبَابُ لَنْ يَكِلَّ هَمُّهُ
أَنْ تَسْتَقِلَّ
أَوْ يَبِيدْ أَوْ يَبِيدْ
نَسْتَقْي مِنَ الرَّدَى وَلَنْ نَكُونَ لِلْعِدَى
كَالْعَبِيدْ كَالْعَبِيدْ
لَا نُرِيدْ لَا نُرِيدْ
ذُلَّنَا الْمُؤَبَّدَا وَعَيْشَنَا الْمُنَكَّدَا
ذُلَّنَا الْمُؤَبَّدَا وَعَيْشَنَا الْمُنَكَّدَا
لَا نُرِيدْ بَلْ نُعِيدْ
مَجْدَنَا التَّلِيدْ مَجْدَنَا التَّلِيدْ
مَوْطِنِي مَوْطِنِي

#### 3番
مَوْطِنِي مَوْطِنِي
اَلْحُسَامُ وَالْيَرَاعُ لَا الْكَلَامُ وِالنِّزَاعُ
رَمْزُنا رَمْزُنا
مَجْدُنَا وَعَهْدُنَا وَوَاجِبٌ مِنَ الْوَفَا
يَهُزُّنَا يَهُزُّنَا
عِزُّنَا عِزُّنَا
غَايَةٌ تُشَرِّفُ وَرَايَةٌ تُرَفْرِفُ
غَايَةٌ تُشَرِّفُ وَرَايَةٌ تُرَفْرِفُ
يَا هَنَاكْ فِي عُلَاكْ
قَاهِراً عِدَاكْ قَاهِراً عِدَاكْ
مَوْطِنِي مَوْطِنِي

### アラビア語での実際の発音
ネットで紹介されているラテン文字転写に誤記が複数あり実際の発音と合わない部分が複数見られたため書き起こしを行った。学術的なラテン文字転写に近づけてあるが、アラブ詩の規則などに依拠した歌の中での実際の発音に合わせ一部転写の調整を実施。

#### 1番
mawṭinī mawṭinī
ʾal-jalālu wa-l-jamālu wa-s-sanāʾu wa-l-bahāʾu
fī rubāk fī rubāk
wa-l-ḥayātu wa-n-najātu wa-l-hanāʾu wa-r-rajāʾu
fī hawāk fī hawāk
hal ʾarāk hal ʾarāk
sālimān munaʿʿaman wa ghānimān mukarraman
sālimān munaʿʿaman wa ghānimān mukarraman
hal ʾarāk fī ʿulāk
tablughu-s-simāk tablughu-s-simāk
mawṭinī mawṭinī

#### 2番
mawṭinī mawṭinī
ʾash-shabābu lan yakilla hammuhu ʿan yastaqilla
ʾaw yabīd, ʾaw yabid
nastaqī mina-r-radā wa lan nakūna li-l-ʿidā
ka-l-ʿabīd, ka-l-ʿabīd
lā nurīd lā nurīd
dhullana-l-mu'abbadā wa ʿayshana-l-munakkadā
dhullana-l-mu'abbadā wa ʿayshana-l-munakkada
lā nurīd bal nuʿīd
majdana-t-talīd majdana-t-talīd
mawṭinī mawṭinī

#### 3番
mawṭinī mawṭinī
ʾal-ḥusāmu wa-l-yarāʿu la-l-kalām wa-n-nizāʿu
ramzunā ramzunā
majdunā wa ʿahdunā wa wājibun mina-l-wafā
yahuzzunā yahuzzunā
ʿizzunā ʿizzunā
ghāyatun tusharrifu wa rāyatun turafrifu
ghāyatun tusharrifu wa rāyatun turafrifu
yā hanāk fī ʿulāk
qāhirān ʿidāk qāhirān ʿidāk
mawṭinī mawṭinī

### アラビア語歌詞カタカナ表記

#### 1番
マウティニー　マウティニー
アル＝ジャラール・ワ＝ル＝ジャマール・ワ＝ッ＝サナーウ・ワ＝ル＝バハーウ
フィー・ルバーク　フィー・ルバーク
ワ＝ル＝ハヤートゥ・ワ＝ン＝ナジャートゥ・ワ＝ル＝ハナーウ・ワ＝ッ＝ラジャーウ
フィー・ハワーク　フィー・ハワーク
ハル・アラーク　アル・アラーク
サーリマン・ムナッアマン・ワ＝ガーニマン・ムカッラマン
サーリマン・ムナッアマン・ワ＝ガーニマン・ムカッラマン
ハル・アラーク　フィー・ウラーク
タブルグ・ッ＝スィマーク　タブルグ・ッ＝スィマーク
マウティニー　マウティニー

#### 2番
マウティニー　マウティニー
アッ＝シャバーブ・ラン・ヤキッラ・ハンムフ
アン・タスタキッラ
アウ・ヤビード　アウ・ヤビード
ナスタキー・ミナ・ッ＝ラダー・ラ＝ラン・ナクーナ・リ＝ル＝イダー
カ＝ル＝アビード　カ＝ル＝アビード
ラー・ヌリード　ラー・ヌリード
ズッラナ・ル＝ムアッバダー　ワ＝アイシャナ・ル＝ムナッカダー
ズッラナ・ル＝ムアッバダー　ワ＝アイシャナ・ル＝ムナッカダー
ラー・ヌリード　バル・ヌイード
マジュダナ・ッ＝タリード　マジュダナ・ッ＝タリード
マウティニー　マウティニー

#### 3番
マウティニー　マウティニー
アル＝フサーム・ワ＝ル＝ヤラーウ・ラ・ル＝カラーム・ワ＝ン＝ニザーウ
ラムズナー　ラムズナー
マジュドゥナー・ワ＝アフドナー・ワ＝ワージブン・ミナ＝ル＝ファワー
ヤフッズナー　ヤフッズナー
イッズナー　イッズナー
ガーヤトゥン・トゥシャッリフ・ワ＝ラーヤトゥン・トゥラフリフ
ヤー・ハナーク　フィー・ウラーク
カーヒラン・イダーク　カーヒラン・イダーク
マウティニー　マウティニー

### 歌詞の意味
英訳サイトや動画の英語字幕が原語であるアラビア語と一致しない部分があるため、アラビア語からの直訳とした。詩行に合わせた直訳では意味が取りにくいため、1番・2番・3番それぞれの下にアラブ人向けアラビア語解釈を参考に作成した要旨を付した。

#### 1番
我が祖国よ　我が祖国よ
栄光、美、崇高、壮麗が
あなたの丘にある　あなたの丘にある
生、救い、幸福、望みが
あなたの空にある　あなたの空にある
私は目にするだろうかあなたが　私は目にするだろうかあなたが
無事で、恵まれ、勝利し、敬われているのを
私は目にするだろうかあなたが崇高なる地位にあり
天高くに届くのを　天高くに届くのを
我が祖国よ　我が祖国よ
【要旨】祖国の丘は栄光・美しさ・崇高さ・壮麗さの象徴だ。その空は生・救い・幸福・希望の象徴だ。自分がいつの日にか、祖国が勝利を得て本来の地位を回復し平和になる姿を見ることができるのだろうか？

#### 2番
我が祖国よ　我が祖国よ
若さはその熱意が衰えることは無いだろう　あなたが独立するか
奴が滅びるかという　奴が滅びるかという
我々は死滅を汲み取ろう　そして敵のものにはなるまい
奴隷のようになど　奴隷のようになど
我々は欲しない　我々は欲しない
永遠の屈辱も惨めな生活も
我々は欲しない　むしろ我々は取り戻すのだ
引き継がれてきた我々の栄光を　引き継がれてきた我々の栄光を
我が祖国よ　我が祖国よ
【要旨】祖国はいつまでも衰えることなく、敵を倒し独立を勝ち取ろうという意志を失うことは決してない。敵の手に落ちるぐらいなら我々は死を選ぼう。奴隷のようになどなりたくないし、屈辱に甘んじて惨めな生活を送ることもしたくないから。祖先たちの手で守られてきた栄光を、我々はいつか取り戻そう。

#### 3番
我が祖国よ　我が祖国よ
剣とペンなのだ、言い合いや紛争ではなく
我々の象徴は　我々の象徴は
我々の栄光、我々の誓約、約束を果たすという義務が
我々を揺り動かす　我々を揺り動かす
我々の栄光は　我々の栄光は
栄誉ある目標そしてはためく旗
嗚呼あなたが崇高なる地位にあり
敵をうち負かしているのが　敵をうち負かしているのが
我が祖国よ 我が祖国よ
【要旨】我々の闘争は剣（武力）とペン（言論）によって実現されるべきもの。過去の栄光、そして敵にうち勝ち独立を果たすという誓いが自分たちの原動力となっている。目標を実現し祖国の旗がはためく光景を目にするというのが我々にとっての栄光だ。ああ、祖国よ。あなたが敵をうち負かし、屈辱から脱してかつての崇高なる地位を回復できますように。

## 参考サイト
歌詞確認と和訳の際に以下のウェブサイトを参照した。
- موطني عمر العبداللات：ヨルダン人有名歌手による公式ビデオ
- ماجد المهندس - موطني ( من حفل ختام كأس الخليج 25 ) | 2023：イラク出身有名歌手によるガルフカップ記念歌唱
- Faia Younan - موطني (Mawtini) lyrics + English translation：個人による英訳
- National anthem of Iraq：個人による英訳
- شرح قصيدة موطني：アラビア語による詩の解説
- تحليل قصيدة موطني：アラビア語による詩の内容の概説
- "موطني " .. نشيد السّماك بقلم:طارق عسراوي：歌詞中の「تبلغ السماك」に関する解説あり